# Division Élite 2016
La Division Élite 2016 è la 35ª edizione del campionato di football americano di primo livello, organizzato dalla FFFA.
Era prevista la partecipazione dei Kangourous de Pessac, ma questi si sono ritirati prima dell'inizio del torneo.

## Squadre partecipanti
| Club                            | Città               | Stadio | Sponsor ufficiale | Risultato nella stagione 2015 |
| ------------------------------- | ------------------- | ------ | ----------------- | ----------------------------- |
| Argonautes d'Aix-en-Provence    | Aix-en-Provence     |        |                   |                               |
| Black Panthers de Thonon        | Thonon-les-Bains    |        |                   |                               |
| Cougars de Saint-Ouen-l'Aumône  | Saint-Ouen-l'Aumône |        |                   |                               |
| Dauphins de Nice                | Nizza               |        |                   |                               |
| Flash de La Courneuve           | La Courneuve        |        |                   |                               |
| Gladiateurs de la Queue-en-Brie | La Queue-en-Brie    |        |                   |                               |
| ( Kangourous de Pessac)         | Pessac              |        |                   |                               |
| Templiers d'Élancourt           | Élancourt           |        |                   |                               |

## Stagione regolare

### Calendario

#### 1ª giornata
| 6 febbraio 2016 | Templiers d'Élancourt | 18 – 6 (6-0 6-0 6-0 0-6) | Gladiateurs de la Queue-en-Brie |  |

| 7 febbraio 2016 | Cougars de Saint-Ouen-l'Aumône | 10 – 0 (0-0 7-0 0-0 3-0) | Flash de La Courneuve |  |

| 7 febbraio 2016 | Dauphins de Nice | 7 – 6 (7-0 0-6 0-0 0-0) | Argonautes d'Aix-en-Provence |  |

#### 2ª giornata
| 13 febbraio 2016 | Flash de La Courneuve | 32 – 0 (7-0 13-0 12-0 0-0) | Templiers d'Élancourt |  |

| 14 febbraio 2016 | Gladiateurs de la Queue-en-Brie | 14 – 25 (6-7 2-13 6-0 0-5) | Cougars de Saint-Ouen-l'Aumône |  |

#### 3ª giornata
| 27 febbraio 2016 | Flash de La Courneuve | 15 – 6 (0-0 7-0 0-6 8-0) | Black Panthers de Thonon |  |

| 27 febbraio 2016 | Templiers d'Élancourt | 13 – 33 (0-13 7-6 6-7 0-7) | Dauphins de Nice |  |

| 28 febbraio 2016 | Cougars de Saint-Ouen-l'Aumône | 52 – 24 (7-3 13-21 13-0 19-0) | Argonautes d'Aix-en-Provence |  |

#### 4ª giornata
| 12 marzo 2016 | Flash de La Courneuve | 13 – 13 (0-13 7-0 6-0 0-0) | Gladiateurs de la Queue-en-Brie |  |

| 12 marzo 2016 | Black Panthers de Thonon | 6 – 16 (6-0 0-10 0-6 0-0) | Dauphins de Nice |  |

| 13 marzo 2016 | Cougars de Saint-Ouen-l'Aumône | 48 – 12 (21-0 7-0 13-6 7-6) | Templiers d'Élancourt |  |

#### 5ª giornata
| 26 marzo 2016 | Dauphins de Nice | 31 – 28 (7-14 10-7 0-7 14-0) | Cougars de Saint-Ouen-l'Aumône |  |

| 27 marzo 2016 | Gladiateurs de la Queue-en-Brie | 10 – 22 (2-6 0-8 8-8 0-0) | Black Panthers de Thonon |  |

| 27 marzo 2016 | Argonautes d'Aix-en-Provence | 39 – 12 (17-6 7-0 8-6 7-0) | Templiers d'Élancourt |  |

#### 6ª giornata
| 2 aprile 2016 | Templiers d'Élancourt | 15 – 27 (0-13 15-0 0-14 0-0) | Flash de La Courneuve |  |

| 3 aprile 2016 | Cougars de Saint-Ouen-l'Aumône | 21 – 20 (0-0 7-14 6-0 8-6) | Gladiateurs de la Queue-en-Brie |  |

| 3 aprile 2016 | Argonautes d'Aix-en-Provence | 20 – 6 (6-6 6-0 8-0 0-0) | Black Panthers de Thonon |  |

#### 7ª giornata
| 16 aprile 2016 | Flash de La Courneuve | 0 – 14 (0-0 0-7 0-0 0-7) | Argonautes d'Aix-en-Provence |  |

| 16 aprile 2016 | Black Panthers de Thonon | 20 – 23 (6-3 0-7 14-6 0-7) | Cougars de Saint-Ouen-l'Aumône |  |

| 17 aprile 2016 | Gladiateurs de la Queue-en-Brie | 0 – 12 (0-0 0-9 0-3 0-0) | Dauphins de Nice |  |

#### 8ª giornata
| 30 aprile 2016 | Flash de La Courneuve | 31 – 7 (7-0 7-7 7-0 10-0) | Cougars de Saint-Ouen-l'Aumône |  |

| 30 aprile 2016 | Dauphins de Nice | 40 – 34 (0-6 20-8 7-6 13-14) | Black Panthers de Thonon |  |

| 1º maggio 2016 | Gladiateurs de la Queue-en-Brie | 8 – 0 (6-0 2-0 0-0 0-0) | Templiers d'Élancourt |  |

#### 9ª giornata
| 14 maggio 2016 | Black Panthers de Thonon | 54 – 26 (6-0 20-6 12-12 16-8) | Templiers d'Élancourt |  |

| 15 maggio 2016 | Dauphins de Nice | 24 – 35 (12-6 6-8 0-7 6-14) | Flash de La Courneuve |  |

| 15 maggio 2016 | Argonautes d'Aix-en-Provence | 44 – 13 (18-6 6-7 7-0 13-0) | Gladiateurs de la Queue-en-Brie |  |

#### 10ª giornata
| 21 maggio 2016 | Black Panthers de Thonon | 6 – 36 (6-19 0-8 0-9 0-0) | Argonautes d'Aix-en-Provence |  |

#### 11ª giornata
| 28 maggio 2016 | Templiers d'Élancourt | 20 – 37 (6-0 6-10 6-20 2-7) | Cougars de Saint-Ouen-l'Aumône |  |

| 29 maggio 2016 | Gladiateurs de la Queue-en-Brie | 12 – 27 (12-0 0-6 0-0 0-21) | Flash de La Courneuve |  |

| 29 maggio 2016 | Argonautes d'Aix-en-Provence | 34 – 13 (0-0 14-7 7-6 13-0) | Dauphins de Nice |  |

### Classifiche
Le classifiche della regular season sono le seguenti:
- PCT = percentuale di vittorie, G = partite giocate, V = partite vinte,  P = partite perse, PF = punti fatti, PS = punti subiti

#### Girone Nord
| Pos. | Squadra                         | PCT  | G | V | N | P | PF  | PS  |
| ---- | ------------------------------- | ---- | - | - | - | - | --- | --- |
| 1    | Cougars de Saint-Ouen-l'Aumône  | .778 | 9 | 7 | 0 | 2 | 251 | 172 |
| 2    | Flash de La Courneuve           | .722 | 9 | 6 | 1 | 2 | 180 | 101 |
| 3    | Gladiateurs de la Queue-en-Brie | .167 | 9 | 1 | 1 | 7 | 96  | 182 |
| 4    | Templiers d'Élancourt           | .111 | 9 | 1 | 0 | 8 | 116 | 284 |

#### Girone Sud
| Pos. | Squadra                      | PCT  | G | V | N | P | PF  | PS  |
| ---- | ---------------------------- | ---- | - | - | - | - | --- | --- |
| 1    | Argonautes d'Aix-en-Provence | .750 | 8 | 6 | 0 | 2 | 217 | 109 |
| 2    | Dauphins de Nice             | .750 | 8 | 6 | 0 | 2 | 176 | 156 |
| 3    | Black Panthers de Thonon     | .250 | 8 | 2 | 0 | 6 | 156 | 186 |
| -    | Kangourous de Pessac         | -    | - | - | - | - | -   | -   |

## Playoff

### Tabellone
|  | Semifinali | Semifinali                     | Semifinali |                  |    | XXII Casque de Diamant         | XXII Casque de Diamant | XXII Casque de Diamant |  |
|  |            |                                |            |                  |    |                                |                        |                        |  |
|  | 1N         | Cougars de Saint-Ouen-l'Aumône | 27         |                  |    |                                |                        |                        |  |
|  | 1N         | Cougars de Saint-Ouen-l'Aumône | 27         |                  |    |                                |                        |                        |  |
|  | 2N         | Flash de La Courneuve          | 21         |                  |    |                                |                        |                        |  |
|  | 2N         | Flash de La Courneuve          | 21         |                  | 1N | Cougars de Saint-Ouen-l'Aumône | 28                     |                        |  |
|  |            |                                |            |                  | 1N | Cougars de Saint-Ouen-l'Aumône | 28                     |                        |  |
|  |            |                                | 2S         | Dauphins de Nice | 17 |                                |                        |                        |  |
|  | 1S         | Argonautes d'Aix-en-Provence   | 2S         | Dauphins de Nice | 17 | 14                             |                        |                        |  |
|  | 1S         | Argonautes d'Aix-en-Provence   |            |                  |    |                                |                        |                        |  |
|  | 2S         | Dauphins de Nice               | 29         |                  |    |                                |                        |                        |  |

### Semifinali
| Saint-Ouen-l'Aumône 11 giugno 2016 | Cougars de Saint-Ouen-l'Aumône | 27 – 21 | Flash de La Courneuve |  |

| Aix-en-Provence 11 giugno 2016 | Argonautes d'Aix-en-Provence | 14 – 29 | Dauphins de Nice |  |

### XXII Casque de Diamant
| Mont-de-Marsan 25 giugno 2016 | Cougars de Saint-Ouen-l'Aumône | 28 – 17 | Dauphins de Nice | Stade André-et-Guy-Boniface (5000 spett.) |

## Verdetti
- Cougars de Saint-Ouen-l'Aumône Campioni della Francia 2016 (2º titolo)
- Kangourous de Pessac e  Templiers d'Élancourt retrocessi in Division 2
- Gladiateurs de la Queue-en-Brie e  Léopards de Rouen promossi dalla Division 2